# Шахтинский сельсовет
Шахтинский сельсовет — сельское поселение в Тогучинском районе Новосибирской области Российской Федерации.
Административный центр — посёлок Шахта.

## История
Статус и границы сельского поселения установлены Законом Новосибирской области от 2 июня 2004 года № 200-ОЗ «О статусе и границах муниципальных образований Новосибирской области»

## Население
| 2002  | 2010  | 2012  | 2013  | 2014  | 2015  | 2016  |
| ----- | ----- | ----- | ----- | ----- | ----- | ----- |
| 2300  | ↘1959 | ↘1882 | ↘1827 | ↘1781 | ↘1738 | ↘1682 |
| 2017  | 2018  | 2019  | 2020  | 2021  |       |       |
| ↘1652 | ↘1620 | ↘1611 | ↘1544 | ↘1505 |       |       |

## Состав сельского поселения
| № | Населённый пункт | Тип населённого пункта          | Население |
| - | ---------------- | ------------------------------- | --------- |
| 1 | Изылинка         | железнодорожная станция         | ↘83       |
| 2 | Новоизылинка     | деревня                         | ↘25       |
| 3 | Петуховка        | посёлок                         | ↘79       |
| 4 | Разливы          | посёлок                         | ↘22       |
| 5 | Родники          | посёлок                         | ↘0        |
| 6 | Шахта            | посёлок, административный центр | ↘1750     |